# Phacopsis
Phacopsis Tul. (fakopsis) – rodzaj grzybów z rodziny Parmeliaceae. Niektóre gatunki zaliczane są do grupy grzybów naporostowych.

## Systematyka i nazewnictwo
Pozycja w klasyfikacji według Index Fungorum: Parmeliaceae, Lecanorales, Lecanoromycetidae, Lecanoromycetes, Pezizomycotina, Ascomycota, Fungi.
Synonimy nazwy naukowej: Nesolechia A. Massal.
Nazwa polska według W. Fałtynowicza.

## Niektóre gatunki
- Phacopsis australis Aptroot & Triebel 2002
- Phacopsis oxyspora (Tul.) Triebel & Rambold 1988
- Phacopsis thallicola (A. Massal.) Triebel & Rambold 1988 – fakopsis napleszek
- Phacopsis vulpina Tul. 1852

Nazwy naukowe na podstawie Index Fungorum. Uwzględniono tylko taksony zweryfikowane. Nazwy polskie według W. Fałtynowicza.
W Polsce występuje Phacopsis thallicola.